# بدبوري (باكينجهامشير)
بدبوري (بالإنجليزية: Padbury)‏ هي قرية وأبرشية مدنية تقع في المملكة المتحدة في إنجلترا. يقدر عدد سكانها بـ 810 نسمة .